# Налимова (Пишминський міський округ)
Нали́мова (рос. Налимова) — присілок у складі Пишминського міського округу Свердловської області.
Населення — 138 осіб (2010, 189 у 2002).
Національний склад станом на 2002 рік: росіяни — 90 %.